# 조프루아거미원숭이
조프루아거미원숭이(Ateles geoffroyi) 또는 제프로이거미원숭이, 붉은거미원숭이, 검은손거미원숭이는 신세계원숭이에 속하는 거미원숭이의 일종이다. 중앙아메리카의 멕시코 일부와 콜롬비아의 아주 작은 지역에서 산다. 적어도 5종의 아종이 있다. 일부 영장류 동물학자들은 파나마와 콜롬비아 그리고 에콰도르에서 발견되는 검은머리거미원숭이(A. fusciceps)를 조프루아거미원숭이와 같은 종으로 분류한다.
가장 큰 신세계원숭이들 중의 하나이며, 몸무게는 9 kg에 이르기도 한다. 팔은 다리보다 현저하게 길며, 자신의 몸무게를 전부 지탱할 수 있을 정도의 쥐는 힘을 지닌 꼬리를 가지고 있으며, 이는 부가적인 다리로써 사용된다. 손에는 일종의 퇴화된 엄지손가락이지만, 길고 강한 갈고리 형태의 손가락이 있다. 이는 나무 가지들 밑을 팔을 흔들며, 건너 뛰어 이동하기 위해 적응한 결과이다.
몸길이 30∼65㎝, 꼬리길이 60∼85㎝ 다.
제 몸길이보다 훨씬더 긴 꼬리를 손을 놀리듯 교모히 써서 가지를 감고 그네를 타며 나무사이를 민첩하게 건너 다닌다.
팔 다리는 길고 가늘면서 배만 볼록하여 거미를 연상케 한다.
동료간에도 장난이 심하며 싸우는 것 같이 보이는 것이 특징이다.
조프루아거미원숭이는 20 마리에서 42 마리까지 수용하는 분열-융합 사회 내에서 생활한다. 먹이는 주로 익은 과일로 이루어져 있으며 생존을 위해 넓은 숲 지대를 필요로 한다. 서식지 파괴와 사냥 그리고 애완동물 밀거래를 위한 포획때문에, 세계자연보전연맹 (IUCN)에 의해 멸종 위험에 처한 종으로 간주되고 있다.
천적은 재규어, 퓨마 다.